# Prawo spółek
Prawo spółek (ang. corporate law) jest to zbiór przepisów regulujących prawa, stosunki i postępowanie osób, organizacji i przedsiębiorstw.
Prawo spółek często opisuje prawo odnoszące się do kwestii, które wynikają bezpośrednio z cyklu życia spółek. Obejmuje ono zatem tworzenie, finansowanie, zarządzanie oraz likwidację spółek. O ile minimalny charakter ładu korporacyjnego uosabiany przez własność akcji, rynek kapitałowy i zasady kultury biznesowej różni się, podobne cechy i problemy prawne – istnieją w wielu jurysdykcjach.
Prawo spółek reguluje sposób, w jaki spółka, inwestorzy, akcjonariusze, zarządzający, pracownicy, wierzyciele i inni interesariusze, tacy jak konsumenci, społeczność i środowisko, współdziałają ze sobą.

## Historia
Pierwsze regulacje prawne dotyczące spółek publicznych znalazły się we francuskim Code de commerce z 1807 r.